# Напад на Ораховац
Напад на Ораховац је назив за организована офанзивна дејства терористичке организације Ослободилачке војске Косова (ОВК) у периоду 17—20. јула 1998. у Ораховцу, која су имала за циљ заузимање већег града, овладавање околном територијом и потискивање снага безбедности Савезне Републике Југославије, те стварање веће заузете територије. Овај напад представља прво веће организовано ангажовање терористичких снага и борбу у градској средини и означило је прекретницу у сукобима на Косову и Метохији.
У току дводневних борби припадници ОВК су овладали свим значајним објектима у граду (Дом здравља, Пошта, зграде општинске управе), блокирали полицијске снаге и спровели организована дејства против цивила српске националности. Ове снаге ОВК су потиснуте јаким дејствима удружених снага Војске Југославије и Полиције. Као последицу Војска Југославије је ангажована на разбијању терористичких формација и у току офанзиве након ослобађања Ораховца, ОВК је разбијена.

## Догађаји који су претходили нападу
Припадници ОВК су у јулу 1998. спроводили све чешћа и масовнија дејства. Појачали су се и покушаји насилних прелазака државне границе са Албанијом. Циљ ОВК је био интензивирање дејстава и пун излазак на војно-политичку сцену. Неколико дана пред почетак офанзиве, 15. јула, терористичке снаге су извеле напад тромблонском мином на полицијски аутобус на путу Србица - Косовска Митровица где је рањено 20 полицајаца. Дан касније нападнут је и рудник Трепча у два наврата и полицијска патрола у општини Урошевац. Вође ОВК су одлучиле да заузму територије које би прогласили слободним а које би омогућиле додатно убацивање људства и ратног материјала из Албаније. Неколико хиљада наоружаних терориста је већ извело блокаду одређених саобраћајница и градова. Војска Југославије је у том тренутку била искључиво ангажована на заштити државне границе док су јединице полиције имале задатак обезбеђивања сигурности у унутрашњости територије те подносиле непрекидне терористичке нападе.

## Напад на град
Циљ напада на Ораховац био је овладавање градом, стварање слободне територије и одбацивање снага безбедности. У ширем контексту овакви догађаји би изазвали велике цивилне жртве, поставили ОВК као јединог легитимног представника Албанаца на Косову и Метохији и изазвали пометњу у снагама безбедности.
Непосредно пред напад на град терористичке снаге извеле су извиђање града 17. јула и извршиле прилажење већим формацијама. У граду и непосредној околини је стационирано око 500 полицајаца док у самом граду није било формација ВЈ. Сам напад на град је изведен у већим групама и потпуно је изненадио полицијске снаге. Бројчано јачи и са ефектом изненађења припадници ОВК су блокирали полицијске снаге у згради полиције и хотелу и заузели све кључне објекте у граду већ 17. јула увече. Прекинуте су све телефонске линије и оштећена је трафо станица, те је град остао без струје.
Како је постојала опасност да блокирани припадници полиције буду прегажени хитно је активирана борбена група састављена од ојачаних јединица полиције и Војске Југославије. На висовима и доминантним тачкама су се распоредили снајперисти ОВК, што је отежавало кретање, пристизање и организовање деблокаде града. Одмах по уласку у град терористи су киднаповали неке грађане српске националности, укључујући жене и децу, и одвели их у правцу Клечке где је већина цивила зверски мучена, масакрирана и спаљена. Након овладавања Ораховцем терористи су прекопали саобраћајнице, поставили мине на мостовима и улицама, поставили камионе са песком као барикаде и минирали их, утврдили се по кућама и двориштима. Требало је брзо реаговати да би се спречио већи масакр над Србима као и да би се одблокирали опкољени полицајци.

## Деблокада града
Командант Приштинског корпуса генерал Небојша Павковић наредио је, тада пуковнику, Божидару Делићу, да покрене Борбену групу 3 и пробије блокаду града. Њу су сачињавале оклопне и механизоване јединице са артиљеријском ватреном подршком. Заједничка акција војске и полиције на деблокади Ораховца почела је 18. јула пре подне.
Прву одбрану Ораховца терористи су поставили на улазу у село Бела Црква у две линије. У средишњем делу села поставили су јаку блокаду на локалном путу, а на узвишењу у северном делу села поставили су бункер и борбене положаје на којима је било 60 терориста. Српске безбедносне снаге, међу којима су поред војске и полиције били и САЈ и ПЈП, кренуле су у напад на село преко косе Бриња пришавши терористима на 200 метара удаљености. Интензивне борбе трају од 16.00 до 17.00 часова 18. јула када долази до прекида дејстава уз повремена пушкарања.
Око 18.30 часова у напад крећу тенк, прага и БОВ. Иза њих иду, командант 549. моторизоване бригаде, пуковник Божидар Делић, потпуковник Стојан Коњиковац, мајор Зоран Ђокић и два припадника Војне полиције. Група се приближила првој барикади. Терористи непрестано дејствују из митраљеза.
Дејствују тенк и прага по заклонима терориста. Тада под кишом куршума, сам командант напада, пуковник Делић са потпуковником Коњиковцем и мајором Ђокићем излази испред тенка и сајлама везује барикаду за тенк који је одвлачи ослобађајући пролаз ка центру села. Другу барикаду од џакова са песком уништио је тенк Војске Југославије и снаге безбедности улазе у центар села док терористи почињу панично да беже. Воде се борбе за овладавање утврђених кућа у које упадају полицајци. У најбоље утврђеној кући ухваћен је командант одбране Беле Цркве, терористички поручник родом из села Дреновац.
Пуковник Делић после заузимања Беле Цркве са борбеном групом у којој су три тенка, три праге и официри Коњиковац и Ђокић, наставља кретање ка Ораховцу и стиже до села Брњаче где се стационирају да би сачекали долазак осталих јединица.
Сутрадан борбена група се ојачава војном полицијом, пешадијом и минобацачким водом. Капетан Саша Петровић се са два војника пресвлачи у цивилно одело и улази у Ораховац да извиди ситуацију. Акција напада на Ораховац почела је у 10.30 часова. На мосту на уласку у Ораховац терористи су поставили четири врсте барикада (увезане дрљаче, бетонски блокови и џакови, камионске шасије везане сајлама за мост и камиони напуњени песком). Град је практично претворен у неосвојиво упориште. Терористи јаком пешадијском ватром туку борбену групу и шест пута гађају ручним бацачима али не погађају тенк. Воде се тешке борбе, дејствују праге а група од 30-ак војника и полицајца долази до прве барикаде. Тада терористи дејствују испаљујући пет кумулативних мина од којих једна скида блатобран са гусенице тенка. Тада тенк прецизно дејствује и уништава прве барикаде. Команданти Делић и Коњиковац крећу са пешадијом да рашчисте и разминирају мост. За то време прага и тенк уништавају бункер поред моста у коме гину двојица терориста, од којих је један био бивши официр ЈНА. Јединица пролази мост и улази у Ораховац.
После дводневних борби 19. јула град је одблокиран од терористичких снага и ослобођен. Вођене су уличне борбе великог интензитета. У градској околини Војска Југославије је разбијала упоришта ОВК и тиме је започела офанзива снага безбедности. У самом граду водиле су се дуже борбе током ослобађања Дома здравља. У моменту деблокаде полицијских снага у граду и спајања са осталим снагама безбедности терористичке снаге су разбијене и натеране на повлачење. Са припадницима ОВК избегли су и становници, припадници албанског становништва који су се неколико дана након тога вратили својим кућама. И сутрадан 20. јула вођене су борбе око Ораховца током којих су постепено потиснуте укопане снаге ОВК које су после великих губитака натеране на повлачење ка Малишеву и Дреници. Полицајац Горан Тиосављевић (1969) погинуо је при деблокади града 19. јула, док је у терористичком нападу 21. јула убијен полицајац Дејан Трифуновић (1974).

## Ратни злочини
Оружане акције ОВК у околини Ораховца почеле су 11. јула 1998. године, када је Југослав Крстић из Ретимља отет на радном месту и одведен у непознатом правцу. Најжешћи напад догодио се 18. јула, када је 5 људи убијено, 35 мушкараца отето, а сво српско становништво Ретимља и Оптеруше протерано. Терористичке снаге су током повлачења 19. јула са собом повеле око 80 цивила српске националности. У селима око Ораховца трајао је терор ОВК над неалбанским живљем са отмицама, убиствима и нападима на цивиле. До 22. јула, у нападима на Ораховац и околна села Ретимље, Оптерушу, Зочиште и Велику Хочу, убијено је 7, а отето укупно више од 110 цивила српске националности.
Након посредовања Црвеног крста припадници ОВК су пустили жене и децу из колоне отетих. Око 45 цивила се по повратку жена и деце водило као нестало. Пронађени су посмртни остаци 42 жртава, од тога 29 у стратишту Волујак и још 13 у масовној гробници у Малишеву. Чак 14 жртава је припадало српској породици Костић.

## Последице
Напад и заузимање Ораховца је догађај који је био прекретница у сукобима на Косову и Метохији. Након тога уследила је жестока офанзива српских снага безбедности и Војске Југославије према свим упориштима ОВК. Убрзо потом заузето је и Малишево у коме се налазио главни штаб ОВК, а уследили су тешки окршаји широм Косова и Метохије. ОВК је током тих окршаја разбијена.